# Jardim Canaã (Uberlândia)
Jardim Canaã é um bairro periférico da Zona Oeste de Uberlândia, e está localizado à 8 km do centro da cidade. 
- O Canaã é formado pelos loteamentos Jardim Canaã, Jardim Canaã II, Chácaras Bela Vista, Jardim Vica, Santo Antônio II, Jardim das Palmeiras III (parte) e São Bento.[2]

## Terminal de ônibus
- Em fase final de construção (outubro/2021), o bairro Jardim Canaã ganhará um novo terminal de ônibus do transporte público. O Terminal Jardins, que está localizado na Avenida Judeia.[3]
- O local atenderá boa parte da Zona Oeste da cidade, incluindo bairros como o próprio Canaã, Monte Hebron, Pequis, Morada Nova, entre outros.

## Área comercial no Canaã
- A principal área de comércio do bairro Jardim Canaã, se concentra na Avenida Jerusalém, além das Avenidas Judá, Babel e Jericó.

## Saúde, lazer educação
- Há duas UBSF (Unidade Básica de Saúde da Família) no Canaã.[4]
- Há escolas no bairro, sendo elas municipais, estaduais e alguns colégios particulares.
- Há uma praça, a Leopoldo Ferreira Goulart.
- O bairro Jardim Canaã, conta também com um Viver-NAICA e uma Casa da Família-CRAS, que dá assistência social aos moradores locais.[5]